# Người Frank

Lãnh thổ của đế quốc Francia, 481–814 SCN.

Người Frank (phát âm như "Phrăng", tiếng Latinh: Franci hay gens Francorum) hoặc người Francia là một liên minh các sắc tộc Germanic được ghi nhận sống ở hạ lưu (và cả trung lưu) sông Rhine lần đầu tiên vào thế kỷ 3. Lãnh thổ sinh sống của họ trải dài từ các sông Rhine, Meuse (nay là phía bắc nước Pháp, Bỉ và nam Hà Lan). Trong nhiều thế kỷ, người Frank phát triển và dần bị phân hóa thành nhiều tộc người, định cư ở nhiều khu vực khác nhau. Một số tộc người gia nhập vào quân đội Roma, số khác thì liên tục xâm nhập vào đế quốc La Mã. Vào thời gian sau, người Frank trở thành lực lượng hùng mạnh và xây dựng thể chế Francia và sau này là Đế quốc Carolus vào thế kỷ 8; về sau bị tách thành các vương quốc như Pháp, Đức, Ý (và một số quốc gia khác). Tới thời Trung cổ, Francia được hiểu là Tây Âu vì các vị quốc vương của tộc này cai trị hầu hết các quốc gia Tây Âu. Các tộc người Frank phía đông thì lập và cai trị các nước Đức, Hà Lan, Bỉ và Luxembourg. Các từ biến âm từ chữ "Francia" như Franciaisch ở Hà Lan hay Fränkisch ở Đức đều cùng chung một nghĩa. Ngày nay, tên tiếng Đức của nước Pháp là "Franciareich" (tiếng Hà Lan: "Franciarijk") có nghĩa là "Vương quốc của người Frank".
Có nhiều giả thuyết về nguồn gốc tên gọi "Francia". Một giả thuyết cho rằng, Francia bắt nguồn từ tiếng Đức có nghĩa là "phóng lao"; từ frakka trong tiếng Bắc Âu cổ nghĩa là "ném rìu". Tài liệu của Callander (2000) ghi chữ Franci có gốc từ tiếng German cổ, có nghĩa là "khốc liệt". Các từ vrac (tiếng Đức), frǣc (tiếng Anh cổ) và frakkr (tiếng Bắc Âu cổ) đều ghi nghĩa là "quan trọng, đáng kể". Eumenius trong chiến dịch đánh bại quân Francia ở Trier vào năm 306, đã báo cáo với Constantinus I : Ubi nunc est illa ferocia? Ubi sempre infida mobilitas?. Trong đó, chữ ferocia theo tiếng Latinh (La Mã cổ) nghĩa là "tàn bạo". Đến thế kỷ VII, Biên niên sử của Fredegar cho rằng, tên gọi Francia được lấy từ Francio, là tên một vị vua German vào năm 61 TCN. Ông này đã lập một vương quốc trải dọc phía tây sông Rhine và kéo dài tới khu vực Strasbourg và Bỉ. Quốc gia này đã được Julius Caesar xác nhận trong quyển "Cuộc chinh phục xứ Gaul" (Gallic War). Tuy vậy, giả thuyết được giới khoa học chấp nhận được là chữ "Francia" bắt nguồn từ franci mà tiếng German cổ có nghĩa là "tự do" (nghĩa khác là "thẳng thắn"); thời Trung cổ thì biến âm thành chữ francus mà tiếng Latinh cũng mang nghĩa là "người tự do". Từ "free" trong tiếng Anh hiện nay, có lẽ từ chữ Francia mà phát triển thành, có nghĩa là "tự do".

## Lịch sử

### Tiền sử
Các tài liệu chính viết về người Francia bao gồm Panegyrici Latini (nặc danh), Res Gestae (Ammianus Marcellinus). Roman History. Roger Pearse dịch sang tiếng Anh. London: Bohn, 1862. Claudius Claudianus, Historia Nova (Zosimus), Sidonius Apollinaris, Historia Francorum (Gregory thành Tours.
Người German cổ được đề cập đầu tiên trong tác phẩm Historia Augusta được cho là của Vopiscus, đề cập một "kẻ cướp bóc" người German bị quân Lê dương La Mã bắt giữ năm 328 sau một cuộc tấn công của quân La Mã vào thành Maiz làm thiệt mạng 700 người German, 300 người khác bị bắt làm nô lệ. Sau sự kiện đó, người German tăng cường các hoạt động tràn qua sông Rhine và xâm nhập biên giới Đế quốc La Mã. Năm 292, Constantius đánh bại quân German đang định cư ở cửa sông Rhine, cho dời họ đi khu vực lân cận Toxandria. Eumenius đề cập rằng vua Constantius là đã "giết, trục xuất, bắt, [và] bắt cóc" người German một cách tàn bạo.
Sau các sự kiện đó, người La Mã bắt đầu thăm dò và nghiên cứu về người German (Francia là tên gọi về sau của người German, có lẽ là một nhóm của người German tách ra khoảng thế kỷ 3). Ammianus Marcellinus có nhắc sự kiện quân đội của tướng Julianus đánh bại người Francia Salii vào năm 358. Trong thế kỷ 5, Notitia Dignitatum liệt kê thành phần quân Francia Salii. Jordanes, trong Getica đề cập đến tên gọi các đội quân đánh thuê người German nằm trong nhóm Francia Rhineland là đội quân đánh thuê "phụ" quân La Mã của Flavius Aetius trong trận Châlons năm 451: "Hi Enim affuerunt auxiliares: Franci, Sarmatae, Armoriciani, Liticiani, Burgundiones, Saxones, Riparii, Olibriones... ". Các tộc người German (hay Germani) thuộc nhóm Francia Rhineland gồm nhiều thành phần khác nhau chưa đồng nhất, họ hầu như không phát triển cho đến khi bị Clovis I chinh phục hoàn toàn.
Một tài liệu khác, tập bản đồ đường phố La Mã xưa Tabula Peutingeriana (vẽ khoảng thế kỷ 3 - 4, bản gốc bị thất lạc nhưng bản sao được tìm thấy vào thế kỷ 14) đề cập chi tiết về vị trí, địa điểm cư trú của người Frank. Bản đồ vẽ sông Rhine ở trung tâm, là nơi ở của người Frank; đi ra xa là vùng đất của người Suebi, người Alamania. Bốn bộ lạc người Frank được liệt kê là: Chauci, Amsivarii, Cherusci, Chamavi. Bản đồ này có lẽ vẽ từ bản đồ gốc (vẽ dưới thời Augustus) là Orbis pictus, họ vẽ ra từng vùng để kiểm soát (dễ cai trị) và dễ dàng đánh thuế. Claudius Ptolemee trong 2 tập bản đồ Germania Inferior và Magna Germania, đã vẽ chi tiết vùng cư trú và kiểm soát của người Frank và quân Đế quốc tại khu ven bờ sông Rhine, và mô tả tranh chấp giữa La Mã và Francia ở hai bên bờ sông Rhine. Để giải quyết, hoàng đế cho phép người Frank ở bờ kia sông Rhine được tự do lập khu định cư, còn mình thì đào một con kênh chạy từ khu sông Rhine vào Yssel, đổ vào một đầm phá nội địa.

### Francia Rhineland
Theo các tác giả xưa, người Frank nổi lên trong vô số các tộc người German vào thế kỷ 3 và bao gồm các nhóm: Sicambri, Chamavi, Bructeri, Chatti, Chattuarii, Ampsivarii, Tencteri và Ubii, những người dân cư trú ở khu vực sông Rhine, từ Yssel đi qua vùng Lacus Flevo, (sau này là Zuiderzee, nay là Jsselmeer) và Mainz hiện nay. Người La Mã đã tổ chức họ định cư ở các đầm lầy và vùng đất ven sông ở phía nam. Tổ chức liên minh người German (hay Francia) nổi lên vào khoảng năm 210 ở khu vực phía bắc La Mã (nay là Hạ nước Đức). Họ "kết giao" với người La Mã để lập các đô thị dọc sông Rhine, định cư yên ổn ở nam sông này để tránh bị La Mã trừng phạt. Do muốn mở rộng vùng cư trú, người Frank tràn qua sông Rhine thị bị La Mã tấn công mạnh dữ dội. Vì các lý do khác nhau, người La Mã cuối cùng cho phép họ định cư ở vùng Toxandria (gần thành phố Antwerp, Hà Lan hiện nay) gần phía biển Đại Tây Dương về hướng Tây Bắc; nơi mà họ sẽ phát triển mạnh để tạo ra các "đội thủy quân mạnh", gọi là người Francia Salii (Francia miền biển). Một nhóm người Frank khác; từ vùng Mainz và Duisburg, đã tràn qua sông Rhine và định cư ngay tại nơi mà nhóm người Frank (đã đề cập ở trên) ở khi trước. Họ được gọi là Francia Rhineland (hay Francia Ripuarii) nghĩa là "Francia ven sông". Trong thời gian tồn tại của mình, người Francia Rhineland lập ra 3 thành phố lớn là Castra Vetera (Xanten), Cologne và Bonn để trợ giúp người La Mã "giữ cổng chống lại những kẻ xâm nhập". Dù tồn tại song song với Francia Salii, nhưng Francia Ripuarii tỏ ra ít nổi bật hơn so với người anh em của mình cho đến khi Clovis, một lãnh đạo của người Francia Salii và là thành viên của nhà Meroving, thống nhất.
Các nhà khảo cổ đã tìm ra được 1.400 chữ viết của người Francia Ripuarii. Các chữ này khắc trên bia ký (thậm chí là đá) có niên đại vào thế kỷ 3, tập trung ở khu vực nơi người Francia Ripuarii đã di chuyển, như vùng Ubi (Đức) và một số nơi ở Hạ Đức. Ở tại nơi khai sinh người Francia (bờ phải sông Rhine) thì số lượng chữ cái không nhiều, các phụ âm luôn thay đổi và mạnh nhất ở vùng đông-tây là "đường Benrath" và vùng lân cận quanh Düsseldorf. Các chữ ở tại sông Rhine, gồm cả Cologne gộp chung thành "quạt Rhine".
Người Francia Ripuarii có ban hành Lex Ripuaria, bộ luật chung của họ vào thế kỷ 7. Bộ luật có 89 chương, quy định mọi hình phạt và các mức phạt tiền cho mỗi hình phạt khác nhau; phần giữa (thứ hai) của nội dung đều chịu ảnh hưởng của bộ luật Salii. Luật bảo vệ cho giáo dân theo đạo Chúa, chiến binh và tang lễ. Luật cấm sản xuất hạt dẻ cho người Francia, cho rằng loại hạt này kích thích khả năng sinh sản của phụ nữ; quy định rõ về cuộc chiến pháp lý (duellum) giữa các đối tác, nhất là phía khách. Luật quy định mức tiền chuộc của người phạm tội đối với mỗi loại tội danh: 
1. 200 solidi[17] cho một người Francia tự do.
2. 100 solidi cho người buôn bán.
3. 100 solidi cho người La Mã cũ.
4. 600 solidi cho những quan lại, tướng lĩnh thân cận với vua.
5. 300 solidi cho tín đồ của dân Gall-La Mã.
6. 600 solidi cho một linh mục.
7. 900 solidi cho một giám mục.

Nếu phạm tội giết người, người phạm tội sẽ bồi thường tài sản cho người bị hại, góp 1/3 số tài sản trên (đã đưa cho bị hại) vào Nhà nước; 2/3 dành cho gia đình người bị hại và phần còn lại cho người thân của kẻ phạm tội. Do chưa biết rõ về quan hệ họ hàng, người Francia phân chia nhiệm vụ theo đặc điểm từng người: 
1. Nhà vua: biểu tượng là cây giáo, vương miện và ấn triện - tượng trương cho lòng trung thành của nhân dân, hoàng tộc với vua. Luật kế vị sẽ theo dòng nam, bao gồm các anh em trai. Trong trường hợp, danh sách kế vị có người "không thể có người kế thừa" sẽ được xem xét.
2. Giới quý tộc bao gồm các duce (công tước) và count (bá tước).
3. Tướng lĩnh quân đội, gồm các "leudes".

Dân cư cũng được chia thành các hạng công dân: 
1. Người Francia (nam công dân tự do)
2. Dân bán tự do.
3. Dân tự do.
4. Quan lại, tướng lĩnh.
5. Chủ nô, người dân La Mã cũ
6. Quan chức La Mã (Colon).

Các bằng chứng cổ xưa nhất cho thấy bộ luật này khai sinh sớm nhất vào thời vua Theodoricus I. Các đời vua Childebert I và Clotaire I biên soạn và hoàn thành vào thời Dagobert I. Đoạn mở đầu Lex Bajuvariorum, chủ yếu nêu khái quát tổng thể về luật trên cơ sở tham khảo thêm luật Austrasian franc, Alemanni và xứ Bavaria.
1. Phần 1 (chương 1 - 31) được viết vào thời vua Theodoric, quy định mức phạt đối với các tội hành hung, giết người và trộm cắp. Với các tội này, mức phạt cao nhất là tử hình.
2. Phần 2 (chương 31 - 56) được viết vào thời Childebert I (khoảng 558), Clotaire I (558-561) và Childebert II (575-596). Nội dung quy định thủ tục xử án trong các phiên tòa và các mức phạt liên quan. Trong quá trình xét xử, nếu bị cáo không xuất hiện hoặc rời khỏi tòa án khi xét xử sẽ bị phạt nặng. Mức phạt sẽ tùy theo mức độ nghiêm trọng của người bị xét xử. Ai không trả nổi mức phạt thì sẽ bị xử tử. Nô lệ phạm tội thì được đưa ra xét xử - có khi được chủ trả thay mức phạt để thoát án. Mặc dù phần lớn nội dụng sao toàn bộ luật Salic, nhưng có một số đoạn bị lược bỏ hoàn toàn.
3. Phần 3 (chương 57 - 89), viết thời Dagobert I. Phần này quy định về công pháp và các nghĩa vụ "tích cực" và "tiêu cực" cho từng loại công dân. Nếu nhà vua yêu cầu, có đối xử như thế nào... nhưng hễ anh chống lại vừa, lăng mạ và tệ hại hơn là tấn công vào hoàng gia (gia đình nhà vua), nổi loạn... sẽ bị xử tử hình.
4. Phần phụ lục: bổ sung các hình phạt bổ sung và các mức phạt mới cho người phạm tội. Phần này do các vua nhà Caroling bổ sung vào.

Như vậy, bộ luật này là sự kế thừa luật Salic để phù hợp với cư dân Francia Ripuarian. Quy định về thừa kế của bộ luật được các triều đại sau phát huy, coi là mẫu hình chuẩn nhằm xây dựng nhà nước quân chủ ổn định và phát triển.

### Người Salii
Người Francia Salii là nhóm người Francia trong khối liên minh German tách ra vào thế kỷ 3. Theo nghĩa gốc, chữ Salii xuất phát từ chữ German cổ saljon có nghĩa là "liên minh" - chỗ khác dịch là "nơi khai sinh" (chữ Sala). Họ sống chủ yếu ở khu vực nằm giữa hai sông Rhine và IJssel mà hiện nay là Veluwe, Gelderland thuộc Hà Lan hiện đại; nhưng địa bàn tập trung đông nhất của họ là chạy dọc bờ Bắc sông Rhine. Người Salii rất hiếu chiến và hay tổ chức cướp biển ở ven biên giới Đế quốc La Mã. Tài liệu xác nhận sự nhận sự có mặt của người Francia Salii trên đất La Mã là Sơ giản lịch sử La Mã của Etropius là vào năm 286, tướng La Mã Carausius được hoàng đế Maximianus giao nhiệm vụ bảo vệ eo biển Dover chống lại sự xâm nhập của người Saxon và người Francia. Lịch sử của họ được ghi nhận bởi Ammianus Marcellinus và Zosimus, những người đã ghi chép lại cuộc di cư và các vùng đất định cư ở nam Hà Lan và Bỉ. Họ lũ lượt vượt sông Rhine trong thời gian La Mã loạn lạc và được định cư ở đất La Mã, liên tục quấy phá Đế quốc này.
Khi hòa bình trở lại, hoàng đế Constantius Chlorus phép người Salii định cư ở đảo Batavian thuộc đồng bằng sông Rhine. Họ thạo nghề đi biển, cướp biển; một số khác đầu quân vào lính La Mã. Các câu chuyện về việc người Francia cướp bóc các tàu buôn La Mã ở Hy Lạp, Gibraltar và xa hơn là Đông Âu... gây lộn xộn trong giới thương gia La Mã. Bị sự cạnh tranh quyết liệt của người Saxon và các tộc German khác, người Francia Salii cầu xin sự bảo vệ của chính quyền La Mã và được hoàng đế Constantius Gallus chấp nhận. Sau khi tới định cư ở Batavia vào năm 358, họ xin phép và đã được hoàng đế La Mã Constantius II (337 - 361) đồng ý cho định cư ở Toxandria (nay là tỉnh Noord-Brabant, Hà Lan), Antwerpen và Limburg (thuộc Bỉ ngày nay). Nhưng, hoàng đế kế vị là Julianus II "người bỏ đạo" đã tấn công và trục xuất họ khỏi lãnh thổ Đế quốc. Điều này làm Đế quốc mất đi sự bảo vệ, làm lãnh thổ La Mã liên tục bị các tộc người German tấn công.
Đến năm 420, lãnh tụ Chlodio đưa người Francia Salii vượt sông Somme tiến vào miền bắc nước Pháp, lập một vương quốc lấy Tournai (nay là Paris) làm kinh đô. Dưới thời những người kế vị ông là Merovech và cháu trai Childeric I (457 - 481), lãnh thổ của vương quốc mở ra hết toàn bộ xứ Gauls (nay là nước Pháp) và Clovis, con trai của Childeric đã xác lập quyền cai trị trên xứ Gauls này. Năm 451, nhận lời kêu gọi của Flavius Aetius, người Francia Salii đã liên minh với quân La Mã đánh bại hoàn toàn đội quân người Hung do Attila cầm đầu trong trận cánh đồng Catalaunia (20/6/451). Dưới thời Clovis, vương quốc Francia rất lớn mạnh, chinh phục các nhóm người Francia để trở thành vương quốc thống nhất dưới thời nhà Meroving. Năm 496, Clovis làm lễ rửa tội cho 3.000 thân binh Francia và chính thức theo đạo Thiên Chúa. Triều đại Meroving, bắt nguồn từ những người Salii, thành lập một trong những nền quân chủ của người German thay thế Đế quốc Tây La Mã từ thế kỷ thứ 5. Tới cuối thế kỷ 8, nhà nước của người Francia củng cố quyền lực trên phần lớn Tây Âu và phát triển thành Đế quốc Karolinger thống trị phần lớn Tây Âu. Đế quốc này dần phát triển thành nước Pháp và Đế quốc La Mã Thần thánh.
Dựa trên các phong tục tập quán cổ xưa của người Francia Salii, vua Clovis cử 4 người tham gia biên soạn luật và đã công bố bộ luật Salii vào các năm 507 và 511. Bộ luật này được viết bằng tay trên giấy, sao chép thành nhiều bản và mỗi triều vua đều có chỉnh sửa đôi chút. Thời Caroling, nhà vua cho sao chép bộ luật này thành 100 bản và phát hành ở khắp nơi. Đợt tu chỉnh bộ luật Salii lớn nhất là vào năm trị vì thứ 13 của Pepin II. Vua tập trung người am hiểu luật để biên soạn một bộ luật mới mô phỏng luật Salic là Pipina Recensio, sau đó cho sao ra 13 bản để lưu hành. Đặc biệt vào các năm 768 và 778 và nhất là năm 798, hoàng đế Charlemagne cho cải cách lại bộ luật Salii dưới phiên bản mới là Lex Salica Emendata hoặc Lex Reformata hoặc Lex Emendata. Bộ luật này xem là khuôn mẫu cho các bộ luật ở các nước Tây Âu về sau này. Về nội dung, bộ luật quy định các mức phạt đối với các tội gây thương tích, trộm cắp và lăng mạ người khác vô cớ - 1/3 mức phạt sẽ trả cho các quan tòa xử án. Trong gia đình, luật quy định chỉ có con trai trưởng được quyền thừa kế tài sản; phụ nữ và con gái không được thừa kế tài sản - phụ nữ chỉ được thừa kế khi gia đình không còn người đàn ông nào còn sống. Mặc dù thời Chilperic I (570), phụ nữ được nới lỏng về quyền thừa kế tài sản; nhưng thừa kế thật sự luôn là quyền của con trai.
Nhưng về sau, bộ luật này thực tế đã bị vi phạm ít nhiều ở hoàng gia Pháp, hoàng gia Tây Ban Nha phong kiến. Các hoàng gia này bị khủng hoảng vào thế kỷ 14 - 15, khi nhiều quốc vương mất mà không con trai nối dõi. Ví dụ năm 1316, vua Louis X của Pháp bất ngờ qua đời mà không con trai nối dõi. Khi đó con trai là Jean kế ngôi còn quá nhỏ; nên có 2 ứng viên được kế vị là Joanna và Agnes (đều là nữ). Bá tước Philippe của Champagne chống lại và tự mình làm nhiếp chính thay ấu vương còn quá nhỏ, kế vị là Charles IV của Pháp. Ông ta triệu tập một Hội đồng gồm các vị chúa, giám mục và giới giàu có ở Đại học Estates-General năm 1317, tuyên bố rằng "phụ nữ không thể cai trị thành công vương quốc Pháp" nhằm thực tế hóa sự tiếm quyền của mình. Philippe trao vùng Burgundy và Artois cho là Joanna. Tháng 3 năm 1317, một hiệp ước được ký giữa công tước Burgundy Odo IV và Philippe nhằm buộc Joanna từ bỏ quyền thừa kế ngôi vua Pháp và chuyển bà sang làm nữ vương xứ Navarre. Năm 1328, Charles qua đời mà cũng không người nối dõi, vị bá tước Philippe của Valois, Maine kịch liệt chống lại việc phụ nữ lên ngôi quốc vương. Khi các con gái của các vua Louis X, Philippe V và Charles IV bao gồm cả con gái có thể chưa sinh của vương hậu Jeanne d'Évreux; Isabella của Pháp tuyên bố việc kế ngôi vua Pháp. Ngay cả vua Edward III của Anh cũng tuyên bố kế vị ngôi vương Pháp... Philippe vẫn chống đối kịch liệt. Ông ta tự ý lên ngôi dưới sự hậu thuẫn của các giám mục, giới giàu có Pháp. Trong khi đó ở các đất công tước, hiện tượng nữ vương kế vị vẫn diễn ra. Ở công quốc Britain, nữ vương Claude lên ngôi thay Jean III đã mất (1364). Tương tự, công tước Francis II qua đời năm 1488 cũng truyền ngôi cho con gái là Anne. Hơn một thế kỷ sau, vua Tây Ban Nha Felipe II đã cố gắng để giành vương miện Pháp cho con gái Isabel Clara Eugenia. Ở Anh, nữ vương Anne I của Anh lên kế thừa hợp pháp vua William III của Anh năm 1702. Hà Lan bị tách ra thành nước độc lập khoảng năm 1890, cũng tuyên bố cử phụ nữ lên ngôi vua Hà Lan là Nữ vương Wilhelmina của Hà Lan; Lurxemburg cũng tương tự.

### Vương quốc Meroving (481-751)
Trước thế kỷ 5, ở Francia tồn tại nhiều vương quốc và trong đó, lớn mạnh nhất là công quốc Cologne, Tournai, Le Mans, Cambrai, và các nơi khác. Vương quốc Tournai lớn mạnh thôn tính các nước còn lại và thống nhất vào thời Clovis. Thời gian đầu, hai cha con là Childeric và Clovis cùng chỉ huy quân đội bên cạnh quân đội La Mã do Aegidius kiểm soát phía bắc xứ Gauls. Năm 486, Clovis trở mặt và đánh bại tổng đốc La Mã Syagrius, bắt bỏ tù Chararic. Vài năm sau đó, ông đánh giết người anh em là Ragnachar, vua của người Francia Cambrai. Năm 490, Clovis đánh bại các vương quốc Francia ở phía tây sông Maas trừ nhóm Ripuarian Francias. Ông trở thành vị vua đầu tiên của vương quốc Francia thống nhất vào năm 509, sau khi ông đã chinh phục xong Cologne. Sau khi chinh phục Vương quốc Soissons và trục xuất những người Visigoth từ miền nam Gaul ở trận Vouillé, ông thiết lập quyền bá chủ của người Francia trên toàn bộ xứ Gauls - trừ Burgundy, Provence và Brittany; nơi cuối cùng sẽ được chiếm lấy bởi những người kế vị ông sau này.
Sau khi Clovis qua đời vào ngày 28/11/511, vương quốc Francias được chia cho 4 người con trai. Dưới thời những vị vua kế tục, vương quốc được mở rộng và tới cuối thế kỷ 6, biên giới của nó trải rộng tới bắc Italia và Visigothic Septimania. Tuy vậy, các cuộc chiến tranh giữa các vương quốc Francia thường xuyên xảy ra làm suy yếu quyền lực của quốc vương; tạo điều kiện cho các công quốc bên ngoài và giặc giã đe dọa lãnh thổ. Năm 687, Tể tướng Pepin (635 - 714) thống nhất được vương quốc. Dưới thời cải cách của con trai ông là Tể tướng Charles Martel (718 - 741), Francia dần lớn mạnh - đánh tan quân Hồi giáo tại trận Poitiers năm 732, thiết lập chế độ "phân phong ruộng đất" (benepicium) cho các quần thần, gia đình hoàng tộc. Đầu tháng 3 năm 751, Pépin II Lùn truất ngôi vua cuối cùng của nhà Meroving là Childeric và tự lên ngôi, lập ra triều đại mới, Để hợp thức hóa việc lên ngôi, Pepin nhờ Giáo hoàng Dacaria làm "lễ thụ phong" - tôn làm Hoàng đế.
Trong triều đình, vua cha trước khi mất đều chia đều tài sản cho các con trai "Vương quốc là một hình thức của di sản". Nhà vua chia vương quốc thành nhiều tỉnh mà thời đó gọi là "đất Bá tước" và mỗi vùng đất có chính quyền và quân đội riêng. Các đội quân chư hầu sẽ được nhà vua gọi khi có chiến tranh xảy ra. Quốc hội của nhà vua là cơ quan cao nhất quyết định mọi việc, kể cả việc gây chiến tranh. Nhà vua có thể cung cấp lương thực cho các vùng khi khó khăn, nhưng các vùng thì kinh tế là "tự cung tự cấp" là chủ yếu. Pháp luật của triều đại này chủ yếu là luật Salic, để thực hiện thì nhà vừa bắt mọi người dân phải học thuộc tất cả các điều luật trong bộ luật; không có sự cải tiến nhiều. Luật thời gian này nhấn mạnh các tội phạm liên quan đến dân sự là chủ yếu, nhất là quyền thừa kế tài sản.
Vương triều Meroving chú trọng biên soạn các tài liệu lịch sử và người viết lúc đó là các tu sĩ. Các quyển sử có thể kể ra là: Decem Libri Historiarum của Gregory thành Tours, Biên niên sử của Fredegar; các tác phẩm của các viên thư lại văn phòng là Gregory và Sulpitius of Pious, các sắc lệnh của nhà vua, quyết định tòa án... Các bằng chứng khảo cổ của nhà Meroving được tìm thấy nhiều: năm 1657, tìm thấy mộ của Childeric I tại nhà thờ Saint Brice ở Tournai; ngôi mộ của hoàng hậu thứ hai của Clotaire I, Aregund, được phát hiện tại Saint Denis Basilica ở Paris. Việc mặc quần áo cho người chết và các bảo vật trong ngôi mộ được bảo quản tốt, cho thấy mẫu hình trang phục Tây Âu theo thời gian.
Các đồng tiền được tìm thấy nhiều cho thấy buôn bán thời Meroving rất phát triển. Dựa vào các đồng tiền tìm được, người ta thấy triều đại này dùng hai loại đồng tiền là đồng solidus và triens; đúc lần đầu tiên vào năm 534 và 679. Các đồng tiền bằng bạc xuất hiện có khắc chân dung vua như đồng tiên khắc hình Theodebert I, Childebert I và cả thời Childeric II. Người ta cũng tìm thấy đồng tiền thời Meroving được cho là của người Frisan - một tộc người German cổ. Những đồng tiền này hiện nay được trưng bày ở  Monnaie de Paris ở Paris; có những đồng tiền vàng Meroving tại Bibliothèque Nationale, Cabinet des Médailles.
Ngôn ngữ thời Meroving được xác định là tiếng Latin, có niên đại khoảng thế kỷ IX. Các nghiên cứu của Homes chỉ ra một hệ thống chữ cái German cổ xuất hiện ở miền tây Austrasia và Neustria vào năm 850 và biến mất vào thế kỷ 10. Các tác phẩm văn học lúc đó có quyển Đi tìm thời gian đã mất của Marcel Proust: "Các Merovingians quan trọng đối với Proust bởi vì, khi triều đại nhà Pháp cổ xưa nhất, họ là những người lãng mạn nhất và con cháu của họ quý tộc nhất". Sách Máu Thánh và Chén Thánh của Pierre Plantard năm 1982, lấy cảm hứng từ "tu viện Sion" để khắc họa sự hình thành đạo Thiên Chúa ở Meroving. "Tu viện Sion" cung là chất liệu cho tác phẩm sau tiếp là Mật mã Da Vinci, có đề cập triều đại này trong chương 60.

### Đế quốc Caroling (751-843)
Đây là thời kỳ vương quốc Francia lớn mạnh nhất và đế chế của nó kéo dài đến năm 987 mới chấm dứt. Năm 800, đế quốc này rộng lớn nhất với diện tích 1.112.000 km2, với dân số từ 10 đến 20 triệu người. Các thành phố lớn nhất thời đó là: Roma 50.000; Paris 25.000; Regensburg 25.000; Metz 25.000; Mainz 20.000; Speyer 20.000; Tours 20.000; Trier 15.000; Cologne 15.000; Lyon 12.000; Worms 10.000; Poitiers 10.000; Provinces 10.000; Rennes 10.000; Rouen 10.000. Thời Charlemagne, đế quốc này rất rộng lớn nhưng tỏ ra không bền vững. Sau sự kiện năm 843 bị phân liệt thành 3 nước Pháp, Đức và Ý; đế quốc này còn hùng mạnh cho đến thời Charles "Béo" bất ngờ thoái vị năm 887 thì chính thức tan rã. Tên gọi "Caroling" xuất phát từ chữ Latinh carolus mà tiếng German cổ nghĩa là "người tự do".
Mặc dù Charles Martel không là người đầu tiên lên ngôi vua, nhưng ông có nhiều công lao trong kiến tạo vương quốc trong tương lai cho con và cháu trai nổi tiếng Charlemagne. Ông là "cha đẻ" của chế độ phong kiến sơ kỳ qua hoạt động "phân phong ruộng đất" cho quan lại, tướng lĩnh; đánh tan quân Ả Rập bảo vệ biên giới đế quốc ở đông nam. Biệt danh "martel" (cái búa) xuất hiện sau trận thắng quân Ả Rập tại Poitiers năm 732.
Năm 751, Pepin chấp nhận việc được Giáo hoàng Zacaria thụ phong để lên ngôi chính thức của vương quốc Francia. Sau khi ông mất, đế quốc được giao cho hai con trai cai trị. Lúc anh trai mất vào năm 768, Charles trực tiếp lên cai trị và lấy hiệu Charles I (10/768 - 01/814). Bằng 55 chiến dịch thần tốc, Charles đã lập ra một đế quốc rộng lớn với diện tích trên 1 triệu km² bao phủ hết cả vùng Tây Âu, tương tự đế quốc La Mã trước kia. Có lẽ rút kinh nghiệm từ trận khu rừng Teutoburg (năm 9), đại quân của Charles tấn công mạnh và nghiền nát sự chống đối của các dân tộc German khác, mở rộng lãnh thổ đến hết toàn bộ lưu vực sông Elbe, xa hơn là đến lãnh thổ của nước Nga cổ. Ngày 25/12/800, Charles I được Giáo hoàng Lêô III tôn làm Hoàng đế La Mã thần thánh. Từ đó, ông xưng hiệu là Charlemagne (Charles Đại đế). Nhưng trước khi chết vài năm, ông chia đất cho các con: người con trai ông, Charles "Trẻ" nhận vùng Neustria; Louis Mộ Đạo nhận vùng Aquitaine; và Pepin nhận Italy. Lúc Pepin chết thì con trai ngoài giá thú của Pepin là Bernard thừa kế. Năm 813, Louis được đưa lên kế vị cùng với cha. Sau khi cha băng hà, Louis I chính thức cai trị toàn đế quốc.
Louis I sau khi lên ngôi đã thường xuyên đấu tranh liên tục chống xu hướng ly khai của quần thần và các con trai. Năm 817, ông đã buộc phải cắt đất của đế quốc thành 3 phần cho ba con trai cai trị: Lothar làm vua của Ý và đồng Hoàng đế, Pepin làm vua của Aquitaine và Louis de German làm vua Bavaria (Đức ngày nay). Nỗ lực trong cuộc hôn nhân với Judith đã mang cho Louis đứa con trai thứ tư là Charles "Hói đầu" vào năm 823. Sự ra đời của Charles làm cuộc đấu tranh giành ngôi vua giữa các con của Louis ngày càng quyết liệt. Louis chết năm 840 và Lothar kế vị, hai người em là Louis và Charles liên minh với nhau chống lại Lothar làm ông ta (tức Lothar) thất bại thảm hại ở trận Fontenay. Lời thề Strasbourg được ký kết giữa 3 người, trong đó quy định Lothar không được làm Hoàng đế nữa. Sự kiện này đánh dấu sự phân chia Đông - Tây của đế quốc giữa Louis và Charles và kết thúc hoàn toàn sau Hòa ước Verdun năm 843; lời thề này đánh dấu sự ra đời của 2 quốc gia đầu tiên là Pháp và Đức.
Tháng 8 năm 843 Hiệp ước Verdun được ký kết, quy định: 
1. Lothair nhận đất Italia và các vùng Lorraine, Alsace, Burgundy, Provence; hai thành phố Aachen và Rome[36]. Ông giữ danh hiệu Hoàng đế.
2. Ludwig Người Đức nhận phần phía đông, về sau trở thành nước Đức.
3. Charles Hói được phần phía tây, mà sau này đã trở thành Pháp. Vùng đất Aquitaine của Pepin mang tính tự trị dưới sự cai quản của Charles.

Sau cái chết của Lothar năm 855, vùng Thượng và Hạ Burgundy (Arles và Provence) được truyền cho con trai thứ ba của ông là Charles của Provence, lãnh thổ còn lại ở phía bắc của dãy núi Alps để con trai thứ hai của ông là Lothair II. Con cả là Louis được thừa hưởng vùng đất Italia. Lothair II qua đời năm 869, vương quốc của ông bị các ông chú tranh chấp và được giải quyết bằng Hiệp ước Meerssen năm 870. Nhân cơ hội Louis II vừa mất và con trai còn quá nhỏ Carloman II lên ngôi vào năm 875, Charles được sự hậu thuẫn của Giáo hoàng Ađrianô III đã lên ngôi vua Italia và Hoàng đế La Mã thần thánh. Nhưng năm 876, Ludwig Người Đức qua đời và Charles tìm cách thôn tính, nhưng thất bại. Vương quốc Đông Francia (nay là Đức) được phân chia giữa Louis Trẻ, Carloman của Bavaria và Charles Béo.
Sau cái chết bất ngờ của Hoàng đế Charles II vào tháng 10/877, Louis II của Pháp"-cà lăm" lên thay, nhưng không đủ sức quản lý đế quốc rộng lớn. Đế quốc buộc phải chia thành 2 phần: Louis III nhận Neustria và Francia, Carloman được nhận Aquitaine và Burgundy. Nước Italia được giao cho Carloman of Bavaria cai trị. Năm 879, Louis II qua đời và Louis III và Carloman II đồng cai trị; khi đó Boso của Arles tuyên bố lập đất bá tước Arles. Năm 881, Charles Béo lên ngôi Hoàng đế La Mã thần thánh hiệu Charles III và đế quốc được thống nhất. Do bị động kinh và đầu hàng người Viking rất nhục nhã, ông không thể cai quản đế quốc này. Năm 887, ông thoái vị và cháu trai là Arnulf lên ngôi, nhưng không vực dậy được; chính thức rã thành nhiều vùng khác nhau: Arnulf thì duy trì Carinthia, Bavaria, Lorraine và một phần nước Đức hiện đại, Bá tước Odo của Paris được bầu làm vua Tây Francia (Pháp), Ranulf II đã trở thành vua của Aquitaine, Berengar Friuli giữ nước Italia, Rudolph I cai trị vùng Thượng Burgundy và Louis "Mù Mắt" cai trị Hạ Burgundy.